# Adelbert Brownlow-Cust, III conte Brownlow
Adelbert Wellington Brownlow-Cust, III conte Brownlow (Londra, 19 agosto 1844 – Belton House, 17 marzo 1921), è stato un ufficiale e politico inglese.

## Biografia
Era il secondo figlio di John Egerton, visconte Alford, primogenito ed erede di John Cust, I conte Brownlow, e di sua moglie, Lady Marianne Margaret, figlia di Spencer Compton, II marchese di Northampton. Suo padre morì quando lui aveva sette anni. Frequento l'Eton College.

## Carriera

### Carriera politica
Nel 1866 Brownlow fu eletto alla Camera dei comuni per il collegio di North Shropshire. Tuttavia fu costretto a dimettersi dalla sua carica già l'anno seguente, quando successe alla contea di Brownlow alla morte del fratello maggiore, ed entrò nella Camera dei lord.
Durante il governo di Lord Salisbury fu Paymaster-General (1887-1889), sottosegretario di Stato per la Guerra (1889-1892) e membro del Consiglio privato, nel 1887.
Oltre alla sua carriera politica fu anche Lord luogotenente del Lincolnshire (1867-1921) e giudice di pace per Shropshire.

### Carriera militare
Brownlow servì come sottotenente delle Grenadier Guards (1863-1866), comandante della Bedfordshire Volunteer Infantry Brigade (1889-1892) e della Home Counties Brigade nel 1895. È stato il colonnello onorario del IV Battaglione del Lincolnshire Regiment (1868-1908), del II Battaglione Bedfordshire Volunteer Brigade (1883-1901) e del Lincolnshire Yeomanry, e del IV Battaglione volontari del Hertfordshire Regiment dal 1901.
È stato aiutante di campo della regina Vittoria, di Edoardo VII e di Giorgio V.

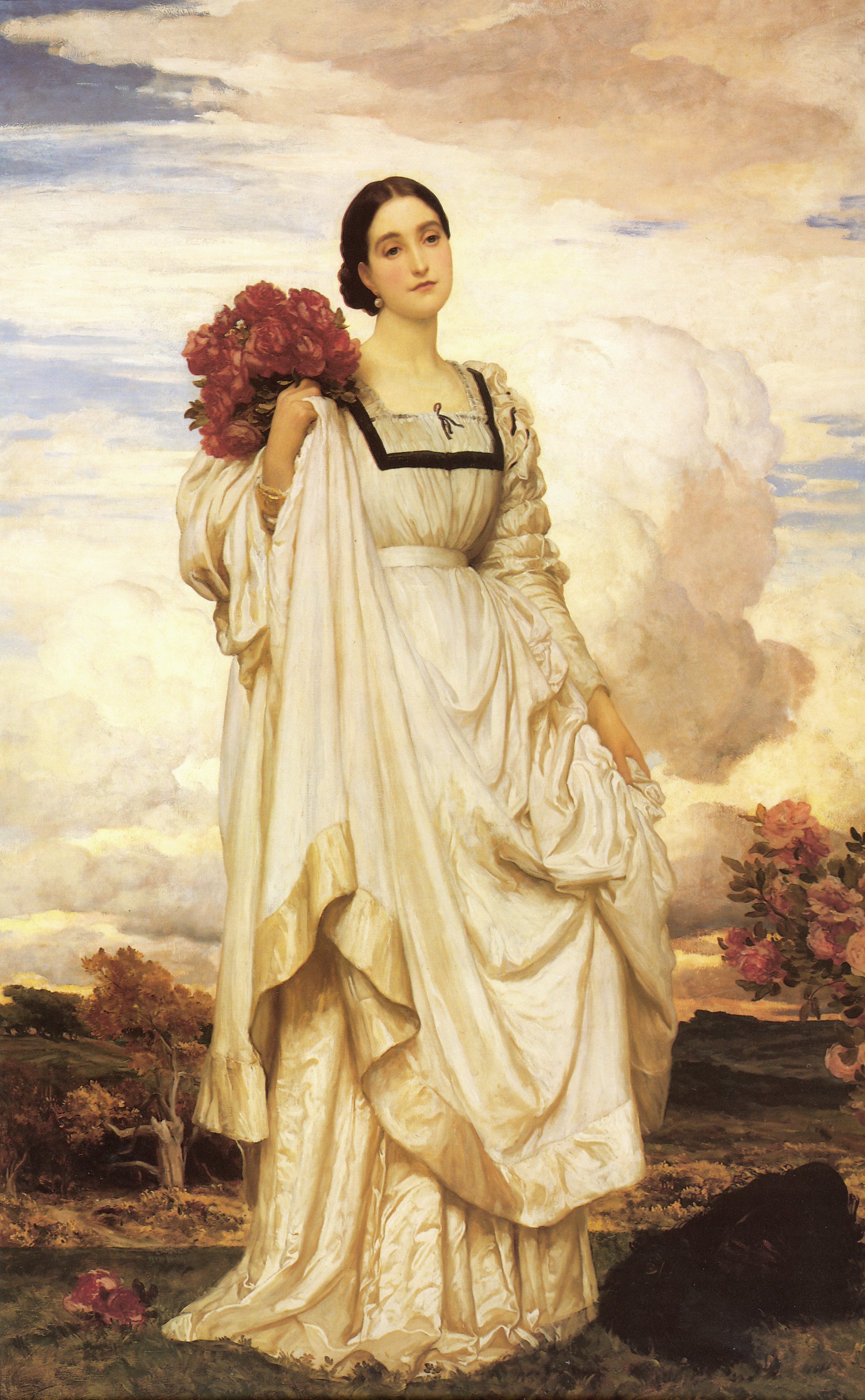
Ritratto della contessa Brownlow, di Frederic Leighton, 1879.

## Matrimonio
Sposò, il 22 giugno 1868, Lady Adelaide Chetwynd-Talbot (8 luglio 1844-16 marzo 1917), figlia di Henry Chetwynd-Talbot, XVIII conte di Shrewsbury. Non ebbero figli.

## Morte
Morì il 17 marzo 1921 a Belton House, nel Lincolnshire.

## Ascendenza
|                                             |                                            |                                            | Genitori                        |  |  | Nonni |  |  | Bisnonni                         |  |  | Trisnonni                |  |
|                                             |                                            |                                            |                                 |  |  |       |  |  | Brownlow Cust, I barone Brownlow |  |  | John Cust, III baronetto |  |
|                                             |                                            |                                            |                                 |  |  |       |  |  | Brownlow Cust, I barone Brownlow |  |  | John Cust, III baronetto |  |
|                                             |                                            | Etheldred Payne                            |                                 |  |  |       |  |  | Brownlow Cust, I barone Brownlow |  |  |                          |  |
| John Cust, I conte Brownlow                 |                                            |                                            |                                 |  |  |       |  |  | Brownlow Cust, I barone Brownlow |  |  |                          |  |
|                                             |                                            | Frances Bankes                             | Henry Bankes                    |  |  |       |  |  |                                  |  |  |                          |  |
|                                             |                                            | Frances Bankes                             | Henry Bankes                    |  |  |       |  |  |                                  |  |  |                          |  |
|                                             |                                            | Frances Bankes                             | Frances Pembrooke               |  |  |       |  |  |                                  |  |  |                          |  |
| John Hume Cust, visconte Alford             |                                            | Frances Bankes                             |                                 |  |  |       |  |  |                                  |  |  |                          |  |
|                                             |                                            | Abraham Hume, II baronetto                 | Abraham Hume, I baronetto       |  |  |       |  |  |                                  |  |  |                          |  |
|                                             |                                            | Abraham Hume, II baronetto                 | Abraham Hume, I baronetto       |  |  |       |  |  |                                  |  |  |                          |  |
|                                             |                                            | Abraham Hume, II baronetto                 | Hannah Frederick                |  |  |       |  |  |                                  |  |  |                          |  |
| Amelia Sophia Hume                          |                                            | Abraham Hume, II baronetto                 |                                 |  |  |       |  |  |                                  |  |  |                          |  |
|                                             |                                            | Amelia Egerton                             | John Egerton, vescovo di Durham |  |  |       |  |  |                                  |  |  |                          |  |
|                                             |                                            | Amelia Egerton                             | John Egerton, vescovo di Durham |  |  |       |  |  |                                  |  |  |                          |  |
|                                             |                                            | Amelia Egerton                             | Anne Sophia Grey                |  |  |       |  |  |                                  |  |  |                          |  |
| Adelbert Brownlow-Cust, III conte Brownlow  |                                            | Amelia Egerton                             |                                 |  |  |       |  |  |                                  |  |  |                          |  |
|                                             | Charles Compton, I marchese di Northampton | Spencer Compton, VIII conte di Northampton |                                 |  |  |       |  |  |                                  |  |  |                          |  |
|                                             | Charles Compton, I marchese di Northampton | Spencer Compton, VIII conte di Northampton |                                 |  |  |       |  |  |                                  |  |  |                          |  |
|                                             | Charles Compton, I marchese di Northampton | Jane Lawton                                |                                 |  |  |       |  |  |                                  |  |  |                          |  |
| Spencer Compton, II marchese di Northampton | Charles Compton, I marchese di Northampton |                                            |                                 |  |  |       |  |  |                                  |  |  |                          |  |
|                                             |                                            | Maria Smith                                | Joshua Smith                    |  |  |       |  |  |                                  |  |  |                          |  |
|                                             |                                            | Maria Smith                                | Joshua Smith                    |  |  |       |  |  |                                  |  |  |                          |  |
|                                             |                                            | Maria Smith                                | Sarah Gilbert                   |  |  |       |  |  |                                  |  |  |                          |  |
| Marian Compton                              |                                            | Maria Smith                                |                                 |  |  |       |  |  |                                  |  |  |                          |  |
|                                             |                                            | William Douglas-Maclean-Clephane           | George Clephane                 |  |  |       |  |  |                                  |  |  |                          |  |
|                                             |                                            | William Douglas-Maclean-Clephane           | George Clephane                 |  |  |       |  |  |                                  |  |  |                          |  |
|                                             |                                            | William Douglas-Maclean-Clephane           | Anne Jean Douglas               |  |  |       |  |  |                                  |  |  |                          |  |
| Margaret Douglas-Maclean-Clephane           |                                            | William Douglas-Maclean-Clephane           |                                 |  |  |       |  |  |                                  |  |  |                          |  |
|                                             |                                            | Marianne Maclean                           | Lachlan Maclean                 |  |  |       |  |  |                                  |  |  |                          |  |
|                                             |                                            | Marianne Maclean                           | Lachlan Maclean                 |  |  |       |  |  |                                  |  |  |                          |  |
|                                             |                                            | Marianne Maclean                           | Margaret Smith                  |  |  |       |  |  |                                  |  |  |                          |  |
|                                             |                                            | Marianne Maclean                           |                                 |  |  |       |  |  |                                  |  |  |                          |  |